# Tỉnh ủy Thái Nguyên
Tỉnh ủy Thái Nguyên hay còn được gọi Ban Chấp hành Đảng bộ tỉnh Thái Nguyên. Là cơ quan lãnh đạo cao nhất của Đảng bộ tỉnh Thái Nguyên giữa hai kỳ đại hội đại biểu Đảng bộ tỉnh.
Ngày 18 tháng 6 năm 2025, Bộ Chính trị ban hành Quyết định số 308-QĐ/TW thành lập Đảng bộ tỉnh Thái Nguyên trực thuộc Ban Chấp hành Trung ương Đảng, trên cơ sở hợp nhất Đảng bộ tỉnh Thái Nguyên và Bắc Kạn kể từ ngày 1 tháng 7 năm 2025.
Đứng đầu Tỉnh ủy là Bí thư Tỉnh ủy và thường là ủy viên Ban chấp hành Trung ương Đảng. Bí thư Tỉnh ủy Thái Nguyên hiện nay là Trịnh Việt Hùng.

## Lịch sử
Sau Hội nghị lần thứ nhất Ban Chấp hành Trung ương (7/1936), Trung ương Đảng quyết định mở rộng hoạt động đến Thái Nguyên.
Cuối năm 1936, đáng bộ tỉnh được thành lập tại xã La Bằng, Đại Từ. Đầu năm 1937, chi bộ Võ Nhai được thành lập.
Giữa năm 1938, Bí thư Xứ ủy Hoàng Văn Nọn (Hoàng Vĩnh Tuy) đã cử Lê Xuân Thụ lên gây dựng phong trào cách mạng.
Sau khi Nhật tiến vào Đông Dương, Xử ủy quyết định thành lập đội du kích Võ Nhai. Tháng 5/1941, trung đội Cứu quốc quân II được thành lập tại tỉnh.
Tháng 9/1945, Hội nghị cán bộ toàn tỉnh tại Phú Lương. Hội nghị đã công bố thành lập Ban chấp hành lâm thời Đảng bộ tỉnh do Xứ ủy Bắc kỳ ra nghị quyết. Ngô Nhị Quý được cử làm Bí thư Tỉnh ủy lâm thời.
Đại hội đại biểu Đảng bộ tỉnh lần thứ I được tổ chức tháng 8/1947. Đại hội đã bầu ra Tỉnh ủy do Lê Trung Đình làm Bí thư.
Ngày 4-6/6/1965 tại thành phố Thái Nguyên đã tổ chức Hội nghị hợp nhất hai tỉnh Bắc Kạn và Thái Nguyên thành tỉnh Bắc Thái, hợp nhất hai Tỉnh uỷ làm một gọi là Tỉnh uỷ Bắc Thái.
Ngày 6/11/1996, tại kỳ họp lần thứ 10, Quốc hội khoá IX ra Nghị quyết chia tách và điều chỉnh địa giới một số tỉnh trong cả nước, trong đó tỉnh Bắc Thái được chia tách thành hai tỉnh Thái Nguyên và Bắc Kạn.
Ngày 22/12/1996, Bộ Chính trị ra Quyết định số 131/QĐNS/TW về việc kết thúc hoạt động của Đảng bộ và Tỉnh uỷ Bắc Thái; đồng thời thành lập Đảng bộ Thái Nguyên và chỉ định Ban Chấp hành lâm thời.
Ngày 30/6/2025, Tỉnh ủy, HĐND, UBND, Ủy ban MTTQ Việt Nam tỉnh Thái Nguyên (mới) tổ chức Lễ Công bố Nghị quyết, Quyết định của Trung ương và địa phương về sáp nhập đơn vị hành chính cấp tỉnh, cấp xã, kết thúc hoạt động đơn vị hành chính cấp huyện, thành lập tổ chức Đảng, chỉ định cấp ủy, HĐND, UBND, MTTQ xã phường.

## Đảng ủy trực thuộc
- Đảng ủy Khối các cơ quan Đảng tỉnh
- Đảng ủy UBND tỉnh
- Đảng ủy Quân sự tỉnh
- Đảng ủy Đại học Thái Nguyên
- Đảng ủy Công ty cổ phần Kim loại màu Thái Nguyên
- Đảng ủy Công an tỉnh
- Đảng ủy các xã, phường

## Đại hội Đại biểu Đảng bộ các thời kỳ
| Đại hội Đại biểu Đảng bộ tỉnh | Lần thứ | Thời gian     | Thời gian     | Địa điểm       | Bí thư                                      | Ủy viên cấp ủy                              | Ghi chú |
| ----------------------------- | ------- | ------------- | ------------- | -------------- | ------------------------------------------- | ------------------------------------------- | ------- |
| Thái Nguyên                   | I       | 10-12/8/1947  | 10-12/8/1947  | H.Đại Từ       | Lê Trung Đình                               | 11                                          |         |
| Thái Nguyên                   | II      | 15-22/6/1948  | 15-22/6/1948  | H.Đại Từ       | Lê Thanh                                    | 9 2 dự khuyết                               |         |
| Thái Nguyên                   | III     | 2/7/1949      | 2/7/1949      | H.Đại Từ       | Lê Trung Đình                               | 11 2 dự khuyết                              |         |
| Thái Nguyên                   | IV      | 4/1951        | 4/1951        | TX.Thái Nguyên | Hoàng Cừ                                    | 11 3 dự khuyết                              |         |
| Thái Nguyên                   | V       | 1-5/2/1959    | 1-5/2/1959    | TX.Thái Nguyên | Phan Văn Tỉnh                               | 21 4 dự khuyết                              |         |
| Thái Nguyên                   | VI      | 10-18/3/1961  | 10-18/3/1961  | TX.Thái Nguyên | Lê Đức Chỉnh                                | 23 6 dự khuyết                              |         |
| Thái Nguyên                   | VII     | 29/5-2/6/1963 | 29/5-2/6/1963 | TP.Thái Nguyên | Lê Đức Chỉnh                                | 31                                          |         |
| Bắc Thái                      | I       | 21/5-3/6/1970 | 21/5-3/6/1970 | TP.Thái Nguyên | Lê Hoàng                                    | 23 4 dự khuyết                              |         |
| Bắc Thái                      | II      | vòng 1        | 11-18/11/1976 | TP.Thái Nguyên | Bầu đại biểu tham dự Đại hội Đảng toàn quốc | Bầu đại biểu tham dự Đại hội Đảng toàn quốc |         |
| Bắc Thái                      | II      | vòng 2        | 16-24/4/1977  | TP.Thái Nguyên | Vũ Ngọc Linh                                | 35 4 dự khuyết                              |         |
| Bắc Thái                      | III     | 21-25/2/1983  | 21-25/2/1983  | TP.Thái Nguyên | Vũ Ngọc Linh                                | 41 4 dự khuyết                              |         |
| Bắc Thái                      | IV      | vòng 1        | 6-12/1/1982   | TP.Thái Nguyên | Bầu đại biểu tham dự Đại hội Đảng toàn quốc | Bầu đại biểu tham dự Đại hội Đảng toàn quốc |         |
| Bắc Thái                      | IV      | vòng 2        | 21-25/2/1983  | TP.Thái Nguyên | Vũ Ngọc Linh                                | 41 4 dự khuyết                              |         |
| Bắc Thái                      | V       | 21-25/10/1986 | 21-25/10/1986 | TP.Thái Nguyên | Nông Đức Mạnh                               | 58                                          |         |
| Bắc Thái                      | VI      | vòng 1        | 25-27/4/1991  | TP.Thái Nguyên | Bầu đại biểu tham dự Đại hội Đảng toàn quốc | Bầu đại biểu tham dự Đại hội Đảng toàn quốc |         |
| Bắc Thái                      | VI      | vòng 2        | 26-29/9/1991  | TP.Thái Nguyên | Nguyễn Ngô Hai                              | 45                                          |         |
| Bắc Thái                      | VII     | 5/5/1996      | 5/5/1996      | TP.Thái Nguyên | Nguyễn Ngô Hai                              | 47                                          |         |
| Thái Nguyên                   | XV      | 11-14/11/1997 | 11-14/11/1997 | TP.Thái Nguyên | Nguyễn Ngô Hai                              | 47                                          |         |
| Thái Nguyên                   | XVI     | 3-5/1/2001    | 3-5/1/2001    | TP.Thái Nguyên | Hồ Đức Việt                                 | 47                                          |         |
| Thái Nguyên                   | XVII    | 15-17/12/2005 | 15-17/12/2005 | TP.Thái Nguyên | Nguyễn Bắc Son                              | 49                                          |         |
| Thái Nguyên                   | XVIII   | 20-23/10/2010 | 20-23/10/2010 | TP.Thái Nguyên | Phạm Xuân Đương                             | 55                                          |         |
| Thái Nguyên                   | XIX     | 27-29/10/2015 | 27-29/10/2015 | TP.Thái Nguyên | Trần Quốc Tỏ                                | 53                                          |         |
| Thái Nguyên                   | XX      | 11-13/10/2020 | 11-13/10/2020 | TP.Thái Nguyên | Nguyễn Thanh Hải                            | 51                                          | [ 3 ]   |

## Bí thư Tỉnh ủy
| STT | Tên               | Nhiệm kỳ        | Chức vụ                             | Ghi chú |
| --- | ----------------- | --------------- | ----------------------------------- | ------- |
| 1   | Ngô Nhị Quý       | 9/1945-8/1947   | Bí thư Tỉnh ủy lâm thời Thái Nguyên |         |
| 2   | Lê Trung Đình     | 8/1947-10/1947  | Bí thư Tỉnh ủy Thái Nguyên          |         |
| 3   | Lê Hoàng          | 10/1947-6/1948  | Bí thư Tỉnh ủy Thái Nguyên          |         |
| 4   | Lê Thanh          | 6/1948-1949     | Bí thư Tỉnh ủy Thái Nguyên          |         |
| (2) | Lê Trung Đình     | 1950-4/1951     | Bí thư Tỉnh ủy Thái Nguyên          |         |
| 5   | Hoàng Cừ          | 4/1951-1953     | Bí thư Tỉnh ủy Thái Nguyên          |         |
| 6   | Nguyễn Tâm        | 1953            | Bí thư Tỉnh ủy Thái Nguyên          |         |
| 7   | Lê Dục Tôn        | 1954-2/1959     | Bí thư Tỉnh ủy Thái Nguyên          |         |
| 8   | Phan Tính         | 2/1959-3/1961   | Bí thư Tỉnh ủy Thái Nguyên          |         |
| 9   | Lê Đức Chỉnh      | 3/1961-6/1965   | Bí thư Tỉnh ủy Thái Nguyên          |         |
| 10  | Lê Hoàng          | 6/1965-6/1970   | Bí thư Tỉnh ủy lâm thời Bắc Thái    |         |
| 10  | Lê Hoàng          | 6/1970-4/1972   | Bí thư Tỉnh ủy Bắc Thái             |         |
| 11  | Hoàng Bắc Dũng    | 4/1972-1976     | Bí thư Tỉnh ủy Bắc Thái             |         |
| 12  | Vũ Ngọc Linh      | 1976-10/1986    | Bí thư Tỉnh ủy Bắc Thái             |         |
| 13  | Nông Đức Mạnh     | 10/1986-10/1989 | Bí thư Tỉnh ủy Bắc Thái             |         |
| 14  | Nguyễn Ngô Hai    | 10/1989-1/1997  | Bí thư Tỉnh ủy Bắc Thái             |         |
| 14  | Nguyễn Ngô Hai    | 1/1997-11/1997  | Bí thư Tỉnh ủy lâm thời Thái Nguyên |         |
| 14  | Nguyễn Ngô Hai    | 11/1997-10/1999 | Bí thư Tỉnh ủy Thái Nguyên          |         |
| 15  | Hồ Đức Việt       | 10/1999-8/2002  | Bí thư Tỉnh ủy Thái Nguyên          |         |
| 16  | Lương Đức Tính    | 8/2002-12/2005  | Bí thư Tỉnh ủy Thái Nguyên          |         |
| 17  | Nguyễn Bắc Son    | 12/2005-10/2007 | Bí thư Tỉnh ủy Thái Nguyên          |         |
| 18  | Nguyễn Văn Vượng  | 10/2007-10/2010 | Bí thư Tỉnh ủy Thái Nguyên          |         |
| 19  | Phạm Xuân Đương   | 10/2010-2/2013  | Bí thư Tỉnh ủy Thái Nguyên          |         |
| 20  | Nguyễn Đình Phách | 2/2013-10/2015  | Bí thư Tỉnh ủy Thái Nguyên          |         |
| 21  | Trần Quốc Tỏ      | 10/2015-5/2020  | Bí thư Tỉnh ủy Thái Nguyên          |         |
| 22  | Nguyễn Thanh Hải  | 5/2020-6/2024   | Bí thư Tỉnh ủy Thái Nguyên          |         |
| 23  | Trịnh Việt Hùng   | 7/2024-nay      | Bí thư Tỉnh ủy Thái Nguyên          |         |

## Ban Thường vụ Tỉnh ủy khóa XX (2020 - 2025)
Ngày 30/6/2025, Phó Thủ tướng Chính phủ Nguyễn Chí Dũng đã trao Quyết định số 2160-QĐNS/TW, ngày 23/6/2025 của Bộ Chính trị chỉ định Ban Chấp hành, Ban Thường vụ Tỉnh ủy Thái Nguyên (mới) nhiệm kỳ 2020-2025, Bí thư, Phó Bí thư Tỉnh ủy Thái Nguyên.
1. Trịnh Việt Hùng, Ủy viên dự khuyết Trung ương Đảng, Bí thư Tỉnh ủy [4]
2. Nguyễn Đăng Bình, Phó Bí thư thường trực Tỉnh ủy, Chủ tịch HĐND tỉnh
3. Phạm Hoàng Sơn, Phó Bí thư Tỉnh ủy, Chủ tịch Ủy ban nhân dân tỉnh [5]
4. Đinh Quang Tuyên, Phó Bí thư Tỉnh ủy, Chủ tịch Ủy ban Mặt trận Tổ quốc Việt Nam tỉnh
5. Nguyễn Thanh Bình, Phó Chủ tịch thường trực Ủy ban nhân dân tỉnh
6. Đỗ Đức Công, Phó Chủ tịch thường trực Hội đồng nhân dân tỉnh
7. Dương Văn Tiến, Trưởng ban Tổ chức Tỉnh ủy
8. Đỗ Thị Minh Hoa, Trưởng ban Tuyên giáo và Dân vận Tỉnh ủy
9. Trần Thị Lộc, Phó Chủ tịch Hội đồng nhân dân tỉnh
10. Lường Đức Thắng, Trưởng ban Nội chính Tỉnh ủy
11. Hoàng Thu Trang, Chủ nhiệm Ủy ban Kiểm tra Tỉnh ủy [6]
12. Thiếu tướng Bùi Đức Hải, Giám đốc Công an tỉnh.
13. Vũ Duy Hoàng, Phó Chủ tịch thường trực Ủy ban Mặt trận Tổ quốc Việt Nam tỉnh
14. Phạm Văn Thọ, Giám đốc Sở Công thương
15. Bùi Văn Lương, Phó Chủ tịch Ủy ban nhân dân tỉnh [7]